# Novopavlivka (Novopavlivka), Krasnoperekopsk
Novopavlivka (în ucraineană Новопавлівка) este localitatea de reședință a comunei Novopavlivka din raionul Krasnoperekopsk, Republica Autonomă Crimeea, Ucraina.

## Demografie
Componența lingvistică a localității Novopavlivka
     Rusă (36,91%)
     Tătară crimeeană (33,01%)
     Ucraineană (29,59%)
     Alte limbi (0,2%)
Conform recensământului din 2001, nu exista o limbă vorbită de majoritatea populației, aceasta fiind compusă din vorbitori de rusă (36,91%), tătară crimeeană (33,01%) și ucraineană (29,59%).